# T-43
T-43은 제 2차 세계대전 당시 중전차와 중형전차를 통합하는 주력전차를 목표로 개발된 소련의 중형전차이다. T-34의 개량형으로 프로토타입까지만 만들어지고, 실제 사용되지는 않았다.
T-43은 1943년형 T-34/76과 많은 부품이 호환되었고, 차체 전면 장갑 75mm, 포탑 장갑은 전면 90mm, 측면 75mm로 당시 소련의 중전차였던 KV-1S와 동등 이상의 방어력을 가졌다. T-34의 크리스티식 현가장치는 토션 바 현가장치로 교체되었고, 기어를 교체하여 주행성능이 향상되었다. 또한, 2인승 포탑은 3인승으로 바꾸면서 전차장이 포수를 겸하지 않게 되어 전차 운용의 효율성이 증대되었다.
하지만 향상된 주행성능과 달리 장갑 강화에 따른 중량 증가에 의해 기동성이 오히려 떨어지는 문제가 있었고, 생산성과 비용 문제, 그리고 당시 상황에 따라 T-43의 양산은 취소되었다. 그러나 T-43의 개발은 T-34/85의 제작과 T-44의 개발로 이어졌다.